# Jean-Marc Mormeck
Jean-Marc Gilbert Mormeck est un boxeur français qui a remporté six titres de champions du monde dans deux fédérations différentes, WBA et WBC. Il a été champion du monde des lourds-légers WBA en 2002-2006 et 2007 et WBC en 2005-2006 et 2007. Sa carrière de boxeur terminée, à partir 2016, il occupe des fonctions de service public.

## Carrière

### Les débuts
Jean-Marc Mormeck est né le 3 juin 1972 à Pointe-à-Pitre en Guadeloupe. Il est élevé par sa grand-mère depuis la séparation de ses parents quand était encore bébé. Sa mère a refait sa vie avec un homme qui ne veut pas de son enfant, si bien que le jeune garçon est envoyé en Seine-Saint-Denis à Bobigny, en octobre 1978, où il grandit  chez son père, agent hospitalier, qui s'y était installé. D'un caractère bagarreur, jeune de banlieue difficile, il découvre la boxe à la télévision, mais il a le déclic le jour de son anniversaire des 15 ans, après la mort violente d'un ami. Au cours de sa carrière amateur (une quinzaine de combats entre avril 1990 et janvier 1994), il est trois fois champion de Paris. Il fait ses débuts de boxeur professionnel, quand il a 25 ans, l'ex-boxeur Jean-Claude Bouttier l'encourage lors de ses passages à la salle de Noisy-le-Grand où il s'entraine, il restera son mentor et ami.
Le 25 mars 1995, à Noisy-le-Grand, face à Pierrick Trideau. Lors de son 2e combat, une blessure à la main le tient éloigné des rings durant presque deux ans. Après plusieurs opérations, il fait son retour sur le ring le 8 mars 1997, remportant son combat aux points, relançant ainsi sa carrière. Après 9 victoires et 2 défaites, le 10 novembre 1998, il affronte Alain Simon pour le titre de champion de France des poids mi-lourds, il l'emporte aux points en 10 rounds. Après 11 victoires consécutives et la signature avec un nouveau promoteur, les frères Acariès, il gagne, le 16 décembre 2000, par KO technique au 3e round le titre inter-continental des mi-lourds WBA face au Mexicain Livin Castillo.

### Champion unifié des lourds-légers
Le 23 février 2002, au Palais des Sports de Marseille, il dispute son premier championnat du monde, contre Virgil Hill. Au vu de son palmarès et de son expérience, ce dernier est donné favori mais Mormeck remporte le combat, Virgil Hill abandonnant à l'appel du 9e round. Mormeck est champion du monde des poids lourds-légers WBA. Il défend victorieusement sa ceinture contre Dale Brown en août de la même année.
En 2003, il signe avec l'Américain Don King pour la promotion de ses combats. Il défend le titre contre Alexander Gurov en mars 2003, et une nouvelle fois bat Virgil Hill en mai 2004. Le 2 avril 2005, Mormeck affronte le guyanien Wayne Braithwaite, tenant du titre WBC, à Worcester, en Angleterre, et réunifie les deux ceintures après sa victoire aux points.
Le 7 janvier 2006, au Madison Square Garden de New York, il perd contre le Jamaïcain O'Neil Bell, tenant du titre IBF. Jean-Marc Mormeck se fait mettre KO pour la première fois à la dixième reprise en tentant la réunification des ceintures WBA, WBC et IBF. Après une victoire par KO technique contre Sebastian Hill, le 08 juillet 2006, il remporte à nouveau les ceintures WBA et WBC en prenant sa revanche face à Bell aux points 115-113, 116-112 et 115-113, ce combat est marqué par le trash talking de Bell avant et après le  combat. Mormeck perd définitivement ses ceintures le 10 novembre 2007 en étant stoppé au septième round face au Britannique David Haye.

### Poids lourds
Devenu promoteur de ses propres combats, le 7 avril 2009, il déclare vouloir poursuivre sa carrière dans la catégorie poids lourds avec pour objectif un combat revanche contre Haye. Après deux années sans boxer, il fait son premier combat chez les lourds le 17 décembre 2009, il remporte aux points en 8 rounds, à l'unanimité des juges, le combat l'opposant à l'Américain Vinny Maddalone. Le 6 mai 2010, il bat Fres Oquendo (classé no 10 IBF et WBA) à l'unanimité des trois juges, dans un combat en 10 reprises. Le 2 décembre 2010, il remporte le titre WBA International en battant par décision partagée Timur Ibragimov (classé no 7 WBA) dans un combat en 12 rounds.
Plus d'un an après son dernier combat, le 10 décembre 2011, il peut disputer son premier championnat du monde dans la catégorie reine en rencontrant le champion du monde unifié, l'Ukrainien Wladimir Klitschko pour le gain des titres WBA, IBF et WBO. Jean Marc Mormeck se prépare pour disputer le plus médiatique combat de sa carrière et s'adjoint les services de Kevin Rooney, entraîneur de Mike Tyson à son début de carrière. Wladimir Klitschko est hospitalisé pour des problèmes de calculs rénaux début décembre 2011, le combat est reporté au 3 mars 2012. L'entraineur, Kevin Rooney est remplacé sans explications par le bulgare Tsanko Dobrekov. 
Le combat a lieu dans l'Esprit arena de Dusseldorf en Allemagne. Le stade de 50 000 places est plein et la foule est largement supportrice de son idole Wladimir Klitschko. Malgré une importante préparation du Français, le combat est à sens unique. N'arrivant pas à imposer sa tactique, il ne lance que très peu de coups. Il est compté une première fois au deuxième round. Il retourne une deuxième et dernière fois au tapis au quatrième round. Même s'il se relève à la dernière seconde du décompte de l'arbitre, celui-ci met fin au combat,.

### Retour en lourds-légers
Après deux années d'arrêt, Mormeck fait son retour sur le ring le 26 juin 2014, en catégorie lourds-légers face au Hongrois Tamas Lodi, il l'emporte par KO au 4e round. Son combat suivant l'amène face à l'ancien champion d'Europe, le Polonais Mateusz Masternak, le 5 décembre 2014. Mormeck est 15 ans plus âgé que son adversaire. Masternak démarre mieux le combat, Mormeck  revient dès la 3e reprise, touche nettement son adversaire à plusieurs reprises et le combat se rééquilibre mais le Polonais conserve un peu d'avance, globalement plus actif et utilisant au mieux son allonge pour aligner les coups. Les juges donnent Masternak vainqueur par décision majoritaire, Jean-Marc Mormeck est défait 99-92, 95-95, 98-92, il annonce alors sa décision d'arrêter la boxe.

## Titres professionnels en boxe anglaise

### Titres mondiaux majeurs
- Champion du monde poids lourds-légers WBC (2005-2006) et (2007)
- Champion du monde poids lourds-légers WBA Super champion (2005-2006) et (2007)
- Champion du monde poids lourds-légers WBA (2002-2005)

### Titres régionaux/internationaux
- Champion poids lourds WBA International (2010-2011)
- Champion poids mi-lourds WBA Inter-Continental (2000-2001)

### Titres nationaux
- Champion poids mi-lourds FFB (1998-2000)

## Promoteur
En 2009, il devient son propre promoteur et fait signer plusieurs boxeurs comme Khedafi Djelkhir ou Daouda Sow.

## Délégué interministériel (2016-2019)
Membre du Conseil représentatif des Français d'outre-mer, où il préside la commission Sport et égalité des chances, Jean-Marc Mormeck est nommé délégué interministériel pour l'égalité des chances des Français d'outre-mer le 17 mars 2016 en conseil des ministres par le Président de la République François Hollande et le Premier ministre Manuel Valls. 
La délégation interministérielle pour l’égalité des chances des Français d’outre-mer a pour mission d’aider le gouvernement à définir les politiques relatives aux Français d’outre-mer.

## Délégué régional aux quartiers populaires
Depuis octobre 2019, il est délégué régional aux quartiers populaires de la région île-de-France,.

## Distinctions et hommages
En 2005, Mormeck se voit décerner la ceinture «Ring» par le magazine Ring, décernée lorsque le magazine reconnaît un champion unique dans une catégorie de poids. Cette distinction n'avait pas été attribuée à un Français depuis Alphonse Halimi en 1957.
En 2002, 2005 et 2007 il reçoit les gants d'or (récompense attribuée au meilleur boxeur français) .
Le samedi 28 mars 2009, a lieu l'inauguration à Torcy du Ring Olympique Jean-Marc Mormeck, en compagnie du champion de Bobigny. À l'origine c'est l'entraîneur du club torcéen, Fahti Benarbia, qui a demandé au champion du monde en 2005 et 2007 de donner son nom à la salle. Le maire de Torcy, Christian Chapron a déclaré : « C'est un honneur qu'un grand champion comme Jean-Marc ait bien voulu accéder à cette requête » et « (...) en espérant que les jeunes suivront votre exemple d’humilité et de dépassement de soi. »,. Le Ring Olympique Jean-Marc-Mormeck est le club d’origine de Rachid Azzedine en lice pour les Jeux olympiques d'été de 2012.
Le 26 novembre 2013  il est élevé à la distinction de  Chevalier de la Légion d'honneur par Victorin Lurel, alors Ministre des Outre-mer.
En octobre 2019, il inaugure une résidence qui porte son nom, 103 logements dans un nouveau quartier à La Chapelle-Saint-Luc.

## Radio et Podcast
- « Jean-Marc Mormeck, l'intranquille », À voix nue, France Culture, 4-8 avril 2016, entretien avec Marie Desplechin.
- « Le héros a aussi peur que le lâche mais il avance », podcast Ouest-France, Les rencontres du sport, janvier 2019, invité Jean-Marc Mormeck[30] .